# Анталия (залив)
Анталия или Адалия (на турски: Antalya Körfez) е залив в източната част на Средиземно море, край южните брегове на полуостров Мала Азия, в Турция. Вдава се в сушата на 74 km, ширина на входа (между носовете Анамур на изток и Гехидония на запад) 216 km, дълбочина от 82 m (край бреговете) до 2000 m (на входа). Западните и източните му брегове са високи, планински, а северните – ниски и пясъчни. Близо до брега са разположени малките острови Грамбуса, Трианезия, Рашат. В залива се вливат реките Аксу, Кьопрю, Манавгат, Алара, Каргъ и др. Приливите му са полуденонощни, с височина до 0,4 m. На северния му бряг е разположено пристанището на големия курортен град Анталия, а на североизточните – Манавгат и Алания.